# Holzschlag (Bonndorf im Schwarzwald)
Holzschlag ist ein Stadtteil der baden-württembergischen Stadt Bonndorf im Schwarzwald im Landkreis Waldshut.

## Geographie
Holzschlag liegt im Südschwarzwald auf 816 m im Reichenbachtal, einem Seitenarm der Bruchlinie des Bonndorfer Grabens. Holzschlag liegt zwischen Lenzkirch und Bonndorf, nordwestlich von Gündelwangen an der B 315. Seit 1927 gehört der Weiler Glashütte (Bonndorf im Schwarzwald) zu Holzschlag.

## Geschichte
Holzschlag ist eine relativ junge Siedlung und entstand aus einer Holzhauersiedlung. Bis 1664 war das heutige Gemarkungsgebiet komplett bewaldet. Mit dem Übergang der Reichsherrschaft Bonndorf an das Kloster St. Blasien ließ dieses auf der Gemarkung Gündelwangen 1664 150 ha Wald roden um ein neues Siedlungsgebiet zu erschließen. Das Holz wurde zum Teil für den Hausbau verwendet, zum größten Teil aber an das vom Grafen von Pappenheim und dem Grafen von Sulz betriebene Eisenhüttenwerk in Eberfingen verkauft. Für die Rodung wurden Tiroler Holzhauer angeworben. Zunächst wurden drei dem Kloster lehenspflichtige Meierhöfe errichtet. Als die Rodungsarbeiten 1684 abgeschlossen waren, erbaten sich die Holzhauer ebenfalls auf der Rodungsfläche zu siedeln, was das Kloster erlaubte. Mit der Säkularisation und der damit einhergehenden Auflösung des Klosters St. Blasien kam Holzschlag an das Großherzogtum Baden und wurde mit dem Weiler Glashütte und dem Klausenhof selbständige Gemeinde.
Am 1. Januar 1975 wurde Holzschlag in die Stadt Bonndorf im Schwarzwald eingemeindet.

## Religion
Holzschlag hatte nie ein eigenes Kirchengebäude. Kirchlich gehörte Holzschlag zur Pfarrgemeinde Gündelwangen, die wiederum seit dem 1. Januar 2015 zur Seelsorgeeinheit Bonndorf-Wutach gehört.

## Verkehr
Holzschlag wird von der B 315 tangiert.
Unterhalb des Ortes verlief bis 1976 die Bahnstrecke Kappel Gutachbrücke–Bonndorf (Schwarzwald) und überquerte in einer großen 180°-Kurve auf dem Reichenbachdamm das Reichenbachtal. Am Westrand des Ortes befand sich der einstige Bahnhof Gündelwangen. Obwohl der Bahnhof nahe an Holzschlag lag und die Gemeinde damals das Gelände für die Trasse unentgeltlich zur Verfügung stellte, hatte die Bahndirektion für den Bahnhof den Doppelnamen Gündelwangen-Holzschlag nicht genehmigt.  Heute wird Holzschlag durch die Buslinie Neustadt – Bonndorf nahverkehrstechnisch bedient.

## Kultur und Sehenswürdigkeiten

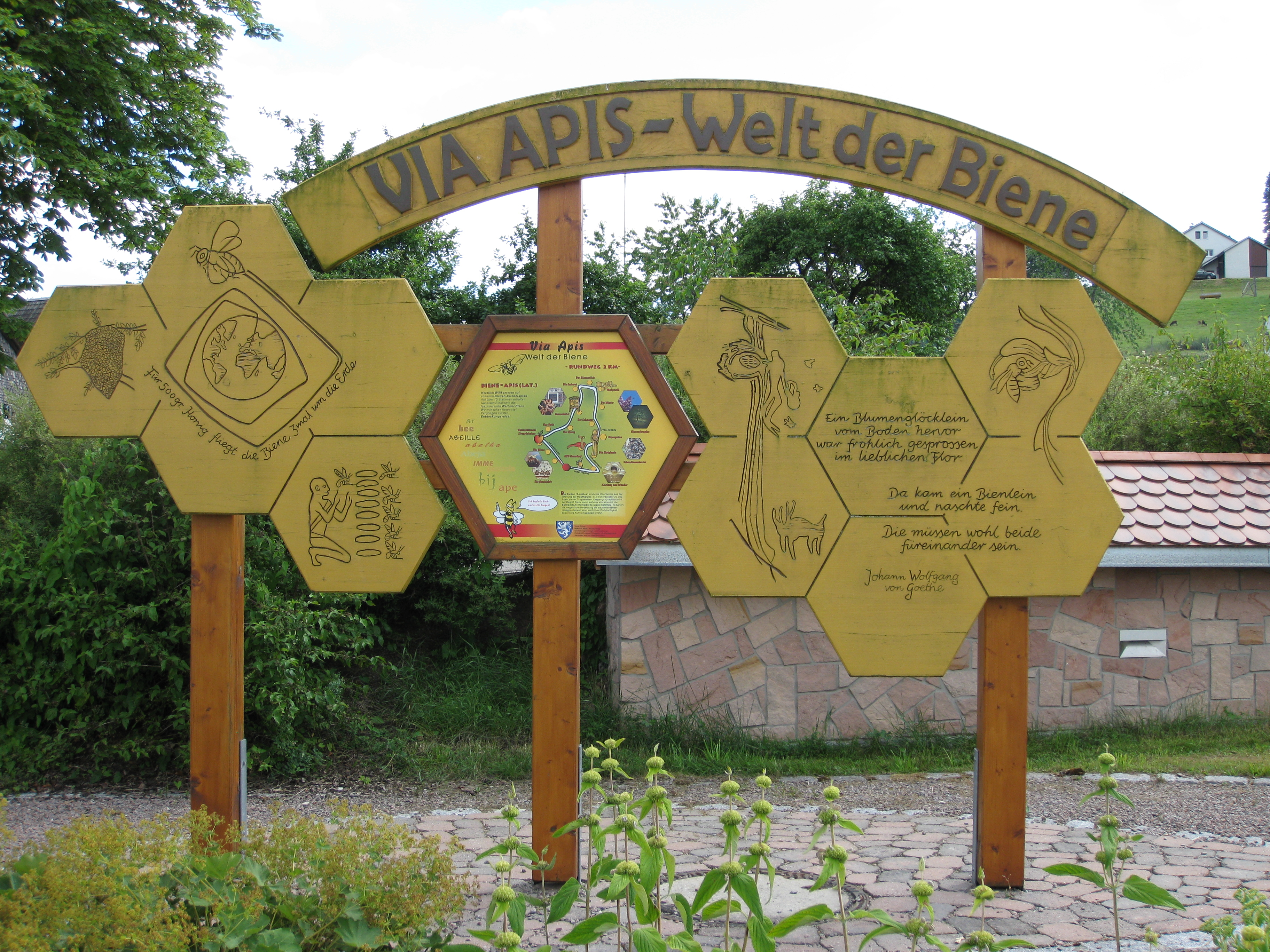
Infotafel am Bienenpfad in Holzschlag

Holzschlag bietet durch das Reichenbachtal Zugang zur Wutachschlucht, welche man an der Stallegger Brücke erreicht.
Auf der aufgelassenen Bahntrasse der einstigen Bahnstrecke Kappel Gutachbrücke–Bonndorf (Schwarzwald) und damit über den noch komplett erhaltenen Reichenbachdamm verläuft heute der Bähnle-Radweg als Teilstrecke des Südschwarzwald-Radweges. Der Südschwarzwaldradweg führt von Hinterzarten über Waldshut-Tiengen, Basel und Freiburg rund um den Naturpark Südschwarzwald und verbindet Holzschlag mit Lenzkirch und Bonndorf.
Als weiteres gibt es einen Bienenlehrpfad in Holzschlag.

### Regelmäßige Veranstaltungen
Jedes Jahr findet in Holzschlag auf dem neu gestalteten Dorfplatz ein Adventsmarkt statt. Die Blaskapelle Grünwald-Holzschlag e. V. ist ein fester Bestandteil im kulturellen Leben des Ortes. Die Kapelle bedient sich einer für den Schwarzwald untypischen Tracht. Die Damen tragen ein Leder-Jute-Trachtenkleid, die Männer Kniebundhosen aus Hirschleder mit dem Tiroler Doppeladler als Wappen auf den Hosenträgern. Die Tracht soll an die Tiroler Holzhauer erinnern, die durch die Rodung zur Gründung des Ortes beigetragen haben.

## Persönlichkeiten
- Joseph Lukas Meyer (1774–1821), Benediktiner, Lehrer, Historiker, Priester und Schriftsteller, wurde in Holzschlag geboren
- Heinz Renkewitz (1902–1974), Theologe, lebte von 1967 bis zu seinem Tod in Holzschlag
- Ralf Dahrendorf, Baron Dahrendorf KBE (1929–2009), deutsch-britischer Soziologe, Politiker und Publizist, wohnte in London, Köln und Bonndorf (OT Holzschlag)